# Anderstorps Werkstads AB
Anderstorps Werkstads AB (AWAB) var ett mekanisk verkstadsföretag i Anderstorp i Gislaveds kommun. Det ombildades efter grundaren Elof Svenssons död till aktiebolag 1954 och var bland annat underleverantör till Electrolux, Volvo och Monark. Det utvecklade också egna produkter, bland annat 1956 en kombinerad köksstege och pall i förkromat stål. Denna, och varianter, tillverkades i sammanlagt 700.000 exemplar. AWAB tillverkade också "Tri-Combi-Chair", en kombinerad stol och extrasäng. Under period tillverkade AWAB också motorgräsklippare och campingtält.
Anderstorps Werkstads AB köpte 1958 plastföretaget Swedima i Urshult, som bland annat tillverkade glass- och korvkiosker, husvagnar och campingmöbler. AWAB blev så småningom också en stor tillverkare av slangklämmor, som under 1950-talet tillverkades i omkring en miljon exemplar per år.
Företaget hade som mest vid slutet av 1970-talet omkring 150 anställda. Det hade från 1972 en filialfabrik i Mouscron i Belgien för att förse Volvos belgiska fabrik med slangklämmor och anlade 1980 också en slangklämmefabrik i Rockford i Illinois i USA för leveranser till Chrysler och senare en i Hannover i Tyskland. 
År 1990 köptes AWAB av Allmänna brandredskapsaffären AB, som namnändrades till ABA-gruppen. Varumärket AWAB fortsatte dock att användas. ABA-gruppen fusionerades senare 2006 med tyska Rasmussen GmbH till Norma AG.